# Černá věž (Klatovy)
Černá věž stojící v Klatovech je pozdně gotická hodinová věž, zvonice a rozhledna sousedící s renesanční budovou radnice. Jde o nepřehlédnutelnou dominantu celého města. Nachází se na jihozápadním rohu náměstí a tyčí se do výšky 81,6 metrů. Vyhlídkový ochoz je umístěn ve výšce cca 50 metrů a vede k němu 226 schodů. Věž leží v nadmořské výšce 412 metrů (419 m či 422 m).

## Historie
Stavbu věže zadalo tehdy prosperující královské město roku 1547 italskému staviteli Antoniu de Salovi. Jeho úkolem bylo postavit věž nejenom pro obranné účely, ale i jako doklad bohatství města. Antonius de Sala vytvořil plány, v nichž předpokládal, že k věži bude později přiléhat budova radnice. Kamenná věž byla dostavěna roku 1557, výstavba tedy trvala 10 let. Věž byla původně samostatnou věží, avšak ve druhé polovině 16. století byla v těsném sousedství postavena nejdříve renesanční radnice (dokončena roku 1559), později jezuitská kolej a kostel. Roku 1583 byl na věž zavěšen zvon, jejž odlil zvonař Martin Jindra. Zvon byl později pojmenován Bartoloměj.
Věž dosáhla výšky celkem devíti věžních pater a zakončena byla cibulovitou střechou krytou měděným plechem, jejíž vrchol zdobil střelec s kuší a šípem. V prvním patře se nacházela mučírna, která byla v provozu až do 18. století. Kat měl vyhrazený vlastní vchod, jelikož byl považován za osobu „nečistou“. V horní části věže spával věžný, jehož úkolem bylo dohlížet na město a okolí a ohlašovat troubením čas. Ochoz obcházel převážně mezi 22 hodinou večerní a čtvrtou hodinou ranní. Každou hodinu, znělkou hlásné trubky, troubil do všech stran, aby dal najevo, že je vzhůru a v pohotovosti. Zpozoroval-li požár, vyhlásil poplach úderem srdce zvonu a počtem úderů naznačil, kde přesné hoří. Věžný zde bydlel s celou rodinou, a to ve dvou malých místnostech. Pro vertikální přepravu těžšího materiálu měl k dispozici ruční kladkový výtah, přesněji rumpál. K přepravě osob však nesloužil.
Při opravě roku 1727 byl vyměněn krov věže a na dvě báně byly nasazeny pozlacené korouhvičky. Roku 1758 město zachvátil velký požár, při němž se roztavil původní zvon a věž byla ožehnuta. Pro její tmavší odstín se jí začalo přezdívat Černá věž. Roku 1760 byl nahrazen zvon novým, též pojmenovaným Bartoloměj Ondřej – lidově Vondra, z dílny italského zvonolijce P. A. Jacominiho, o průměru téměř dva metry a hmotnosti skoro 4,5 tuny (dle jiných zdrojů necelé 4 tuny). Ačkoliv praskl při zvonění roku 1938, v roce 1940 byl opraven ve zvonařské dílně Rudolfa Manouška staršího, znovu zavěšen a visí zde dodnes.
V roce 1855, až po téměř 300 letech, byla věž osazena ze všech čtyř stran černými čtvercovými ciferníky věžních hodin se zlatými číslicemi a ručičkami, které zhotovil mechanik Jan Bošek (Johann Buschek). Hodiny mají rozměr 4,26 × 4,26 m a kupříkladu velká ručička, v tomto případě hodinová, dosahuje délky dvou metrů. V roce 1904 byl jejich římský číselník nahrazen číselníkem arabským. Samotný hodinový stroj, který je umístěn v polovině věže, je široký 208 cm, vysoký 47–49 cm a hluboký 71 cm, a kyvadlo má délku přes 150 cm. Pohon hodinových ruček zajišťuje soustava převodů a táhel. Odbíjejí čtvrtě a celé hodiny. Čtvrtě na bronzový cimbál zavěšený vysoko ve věži. Hodiny zpočátku na zvon Vondra a pak na velký bronzový cimbál zavěšený rovněž ve špici, kousek od cimbálu čtvrťového. Ještě do roku 2004 se věžní hodiny musely jedenkrát denně natahovat.
Ve spodní části věže se nachází čtyřiadvacetihodinový orloj, jejž navrhl prof. Ferdinand Vaněk (1849–1939). Ten byl řadu let nefunkční a opraven byl až v roce 2000.
Dne 26. října 1870 shodila silná vichřice původní báň, která dopadla na náměstí (místo dopadu je označeno). Po opravách od roku 1872 chrání vrchol věže nová jehlanová střecha se čtyřmi menšími věžičkami v rozích.
Poslední generální opravy věže byly provedeny v 60. a 70. letech 20. století. V současnosti je věž přístupná jako turistická atrakce. Každý den, v době od 21:00 hod. do 02:00 hod., se z Černé věže ozývá v každou celou hodinu znělka troubená do všech čtyř světových stran.
Do roku 1962 zde sloužil věžný Antonín Kubík, který toto místo převzal po svém otci. Od té doby už žádný věžný v objektu nepracoval. Tradici noční troubení nyní zajišťuje technika.

### Klatovští zvoníci
Po odchodu do důchodu posledního věžného (viz výše) už zvon Vondra mockrát slyšet nebyl, například jen 22. října 1984 při pohřbu předsedy Městského národního výboru Milana Mazucha. Teprve až zásluhou nadšenců v roce 1989 zvon Vondra opět ožívá. Dnes[kdy?] se o zvonění stará asi 10členný tým vedený Jánem Hudačem. Těžký zvon musí vždy rozhoupat dva muži. Rozezní se nejméně osmkrát za rok, při významných příležitostech, státních či církevních svátcích, a sice:
- 1. ledna – 12:00 hod. (Nový rok)
- Velikonoce (Bílá sobota) – cca 21:30 hod. (tzv. „Návrat zvonů“)
- 5. května – 12:00 hod. (osvobození města)
- Klatovská pouť (sobota) – cca 16:00 hod. (průvod s obrazem Klatovské madony)
- 28. září – 12:00 hod. (jízda Svatého Václava)
- 28. října – 12:00 hod. (Den vzniku samostatného československého státu)
- 17. listopadu – 12:00 hod. (Den boje za demokracii)
- 24. prosince – 23:55 hod. (Půlnoční mše)

Kromě výše uvedených osmi stálých zvonění, může zvon Vondra rozeznít i při některých zvláštních příležitostech, jako je kupříkladu Noc kostelů, uctění památky padlých českých vojáků, nebo na památku Jana Palacha.

### Sebevraždy
Černá věž přitahuje nejen turisty, ale také sebevrahy. První zaznamenaný sebevražedný akt je znám z roku 1884, kdy z vyhlídky skočil student Antonín Dobízl. V novodobé historii, za posledních 14 let (k roku 2024), jde už o pátý takový případ. V roce 2010 zde svůj život ukončila 21letá žena, v roce 2014 28letá žena, v roce 2020 skočil z věže 20letý muž, v roce 2023 57letý muž a v roce 2024 doposud poslední sebevrah ve věku 37 let. Radnice  zvažovala možnost, že by se ochoz opatřil sítí, ale nakonec od tohoto záměru upustila.

## Architektura
Černá věž je pozdně gotickou stavbou, přičleněnou k původní renesanční budově radnice. Dnešní vzhled věže pochází z posledních úprav roku 1872, kdy získala novou gotickou jehlanovou střechu se čtyřmi rohovými věžičkami. Těsně pod střechou a všechny čtyři strany zdobí velké čtvercové hodiny. V dolní části, směrem k náměstí, je umístěn orloj. Věž stojí na základně o velikosti cca 10×11 metrů (půdorys), tyčí se do výšky 81,66 metrů a má celkem devět pater (viz tabulka níže). Ke stavbě byl použit lomový kámen (neomítnuté tesané kvádry). Fasádu dělí pět kamenných říms a zvonové patro má velká lomená okna. Stěny věže jsou zpočátku široké přibližně 3 metry (přesně asi 2,7 metrů). Trámy vnitřní dřevěné konstrukce jsou vhodně uloženy na kamenné konzole, což výrazně usnadňovalo rekonstrukci po požárech.
Často, leč chybně, se uvádí, že vyhlídkový ochoz leží ve výšce 70 metrů. Nicméně správnějším údajem jsou hodnoty uváděné okolo 45 metrů, přičemž za nejpřesnější údaj lze považovat výšku 48 metrů, která byla určena hned třemi způsoby měření. K ochozu vede 226 schodů – schodiště je dřevěné. Vyhlídkové patro tvoří arkádové a toskánské sloupky, na každé straně osm.
| Podlaží | Účel                                                    |
| ------- | ------------------------------------------------------- |
| 1.      | původně mučírna                                         |
| 2.–3.   | skříň s hodinovým strojem                               |
| 4.–5.   | okna k severní a jižní straně                           |
| 6.–7.   | zavěšený zvon Vondra, čtyři půlkhruhově překlenutá okna |
| 8.      | nízké mezipodlaží                                       |
| 9.      | věžní byt a arkádový ochoz                              |

## Vyhlídka
| Rok  | Počet návštěvníků |
| ---- | ----------------- |
| 2015 | 13 101            |
| 2016 | 14 500            |
| 2017 | 14 456            |

Věž je přístupná veřejnosti a nabízí rozhled na náměstí či jiné historické památky. Spatřit lze i vrcholy Šumavy.

### Otevírací doba
- Duben, říjen – sobota a neděle: 9:00–16:00[3]
- Květen, červen a září  – každý den, kromě pondělí: 9:00–17:00[3]
- Červenec, srpen – denně: 9:00–17:00[3]
- Listopad až březen – zavřeno[3]

Polední přestávka je od 12:00 do 13:00 hodin. Vstupné činí 60,- Kč na osobu, pro děti a důchodce 40,- Kč (děti do šesti let zdarma).

## Fotogalerie

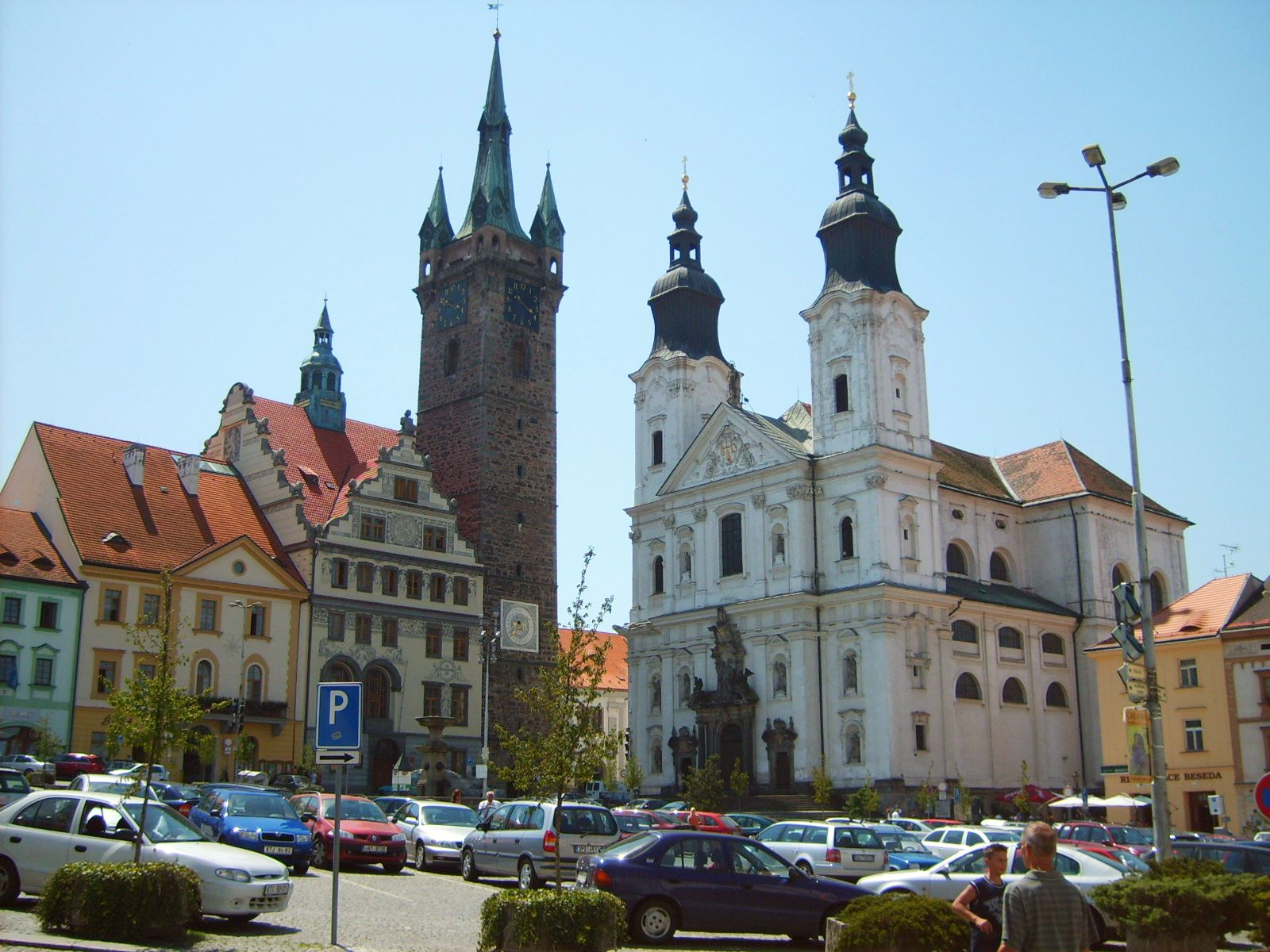
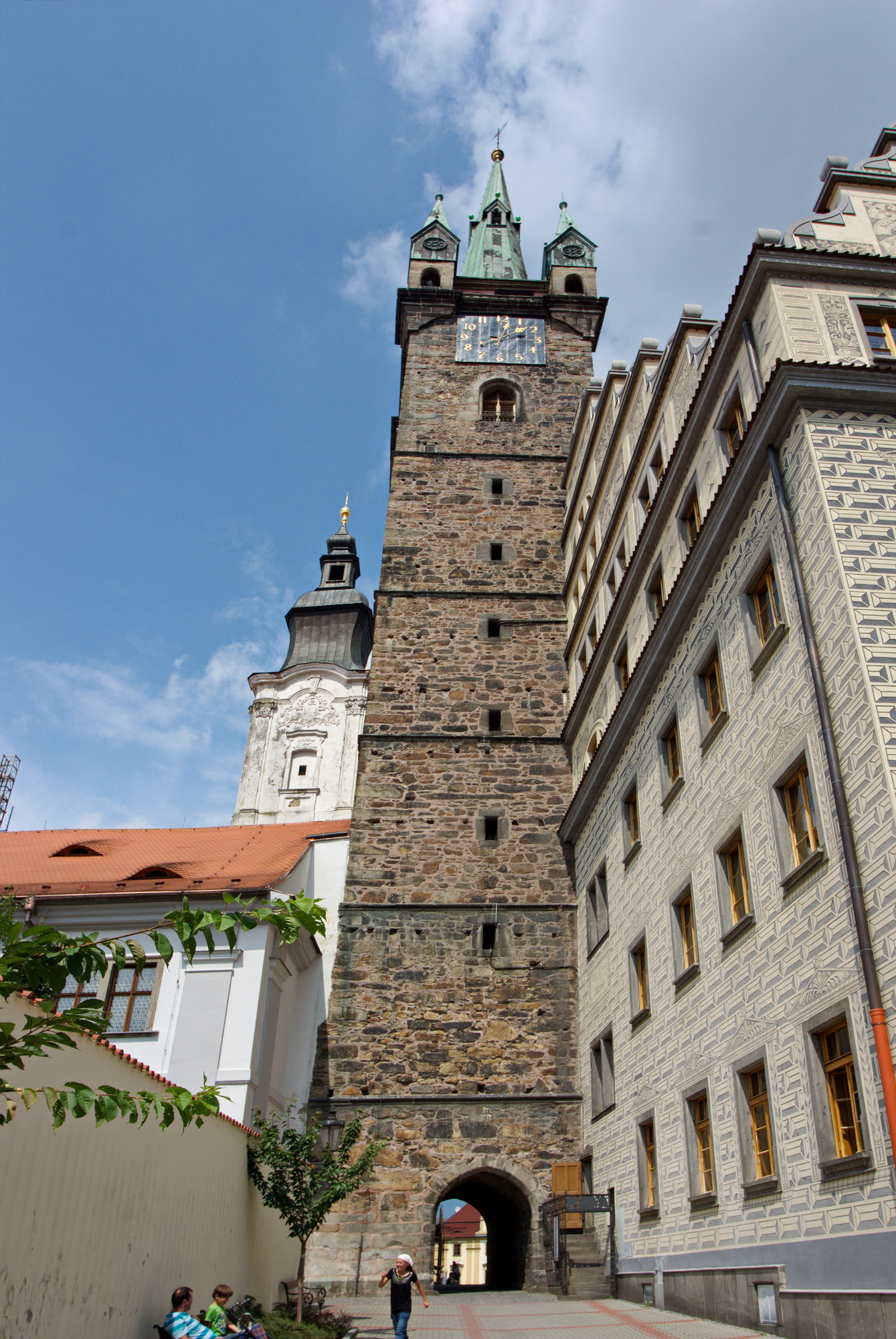
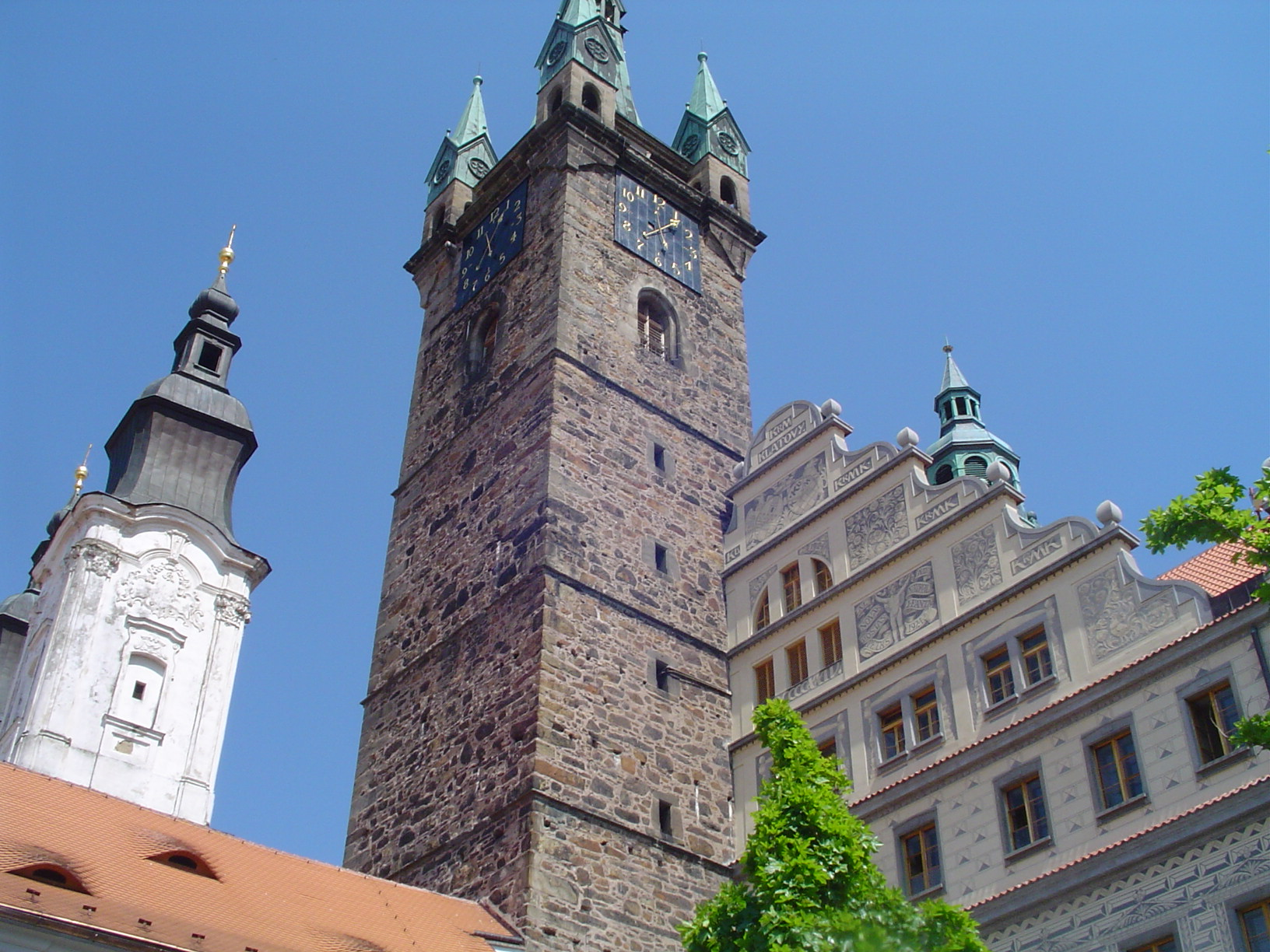
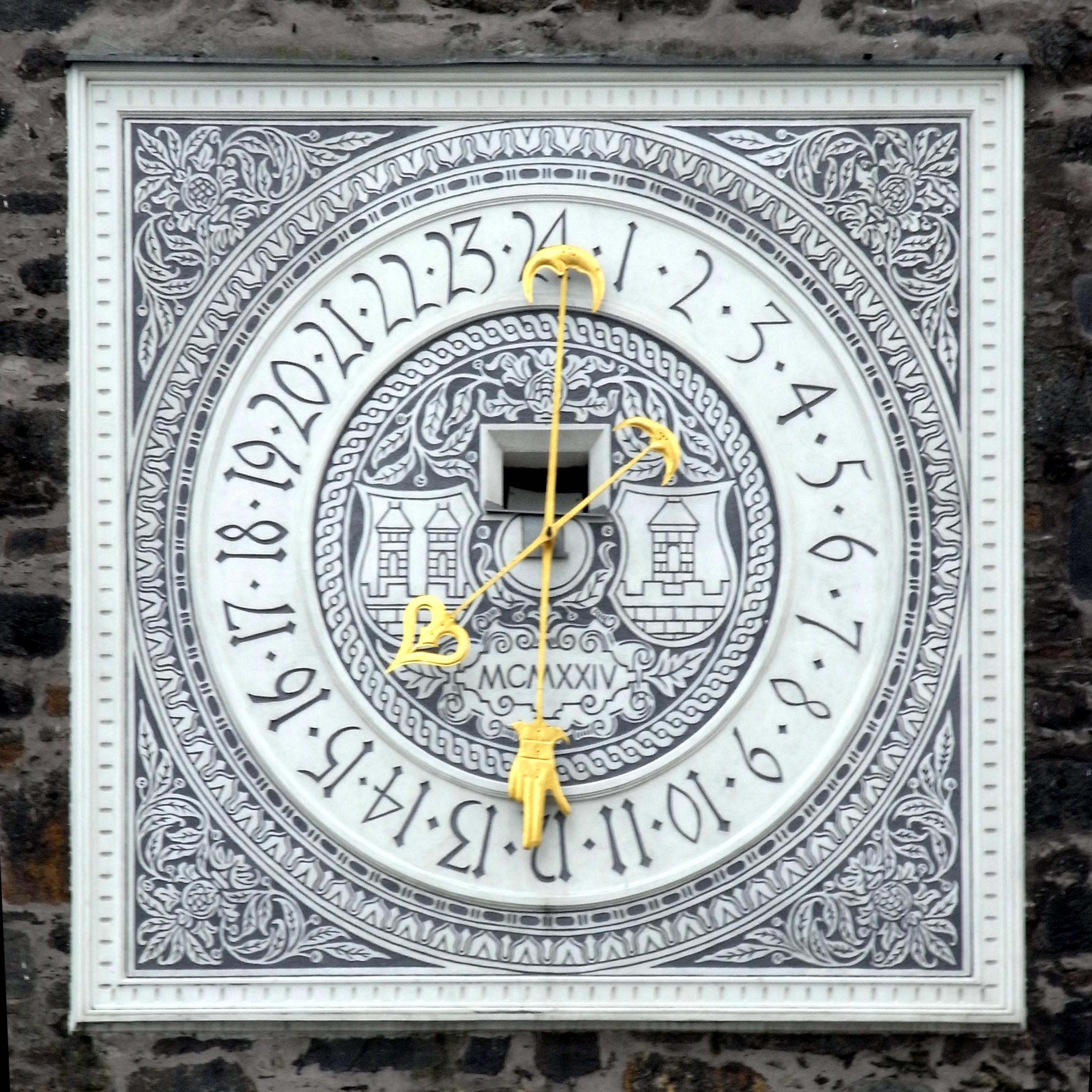
Detail orloje
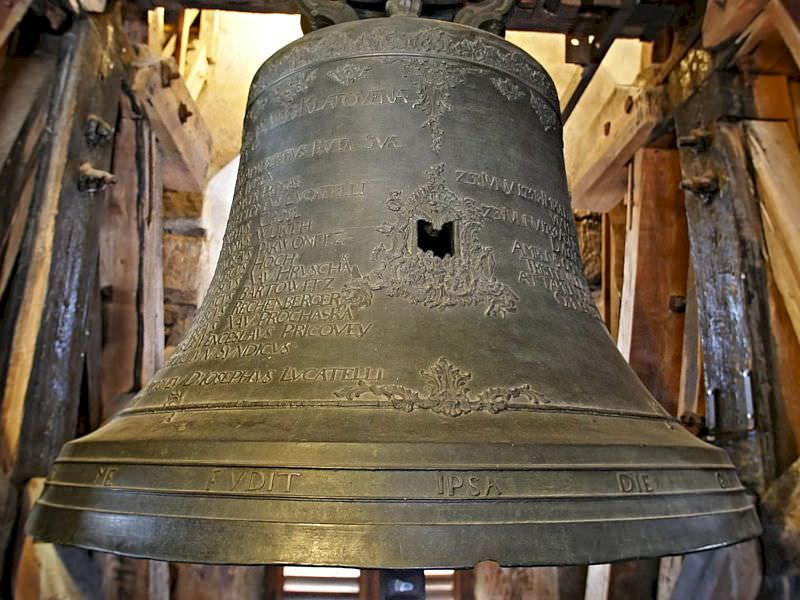
Zvon Vondra (Bartoloměj Ondřej)